# 2026年冬季奥林匹克运动会希腊代表团
2026年冬季奧林匹克運動會希臘代表團是希臘所派出的第25届冬季奥林匹克运动会代表團。這是該國第二十一次參加冬季奧運會。作為奧運的發源地，依照慣例希臘代表團會在開幕式上第一個進場。

## 高山滑雪
希臘已有一男及一女取得高山滑雪參賽資格。